# Alvis TA14

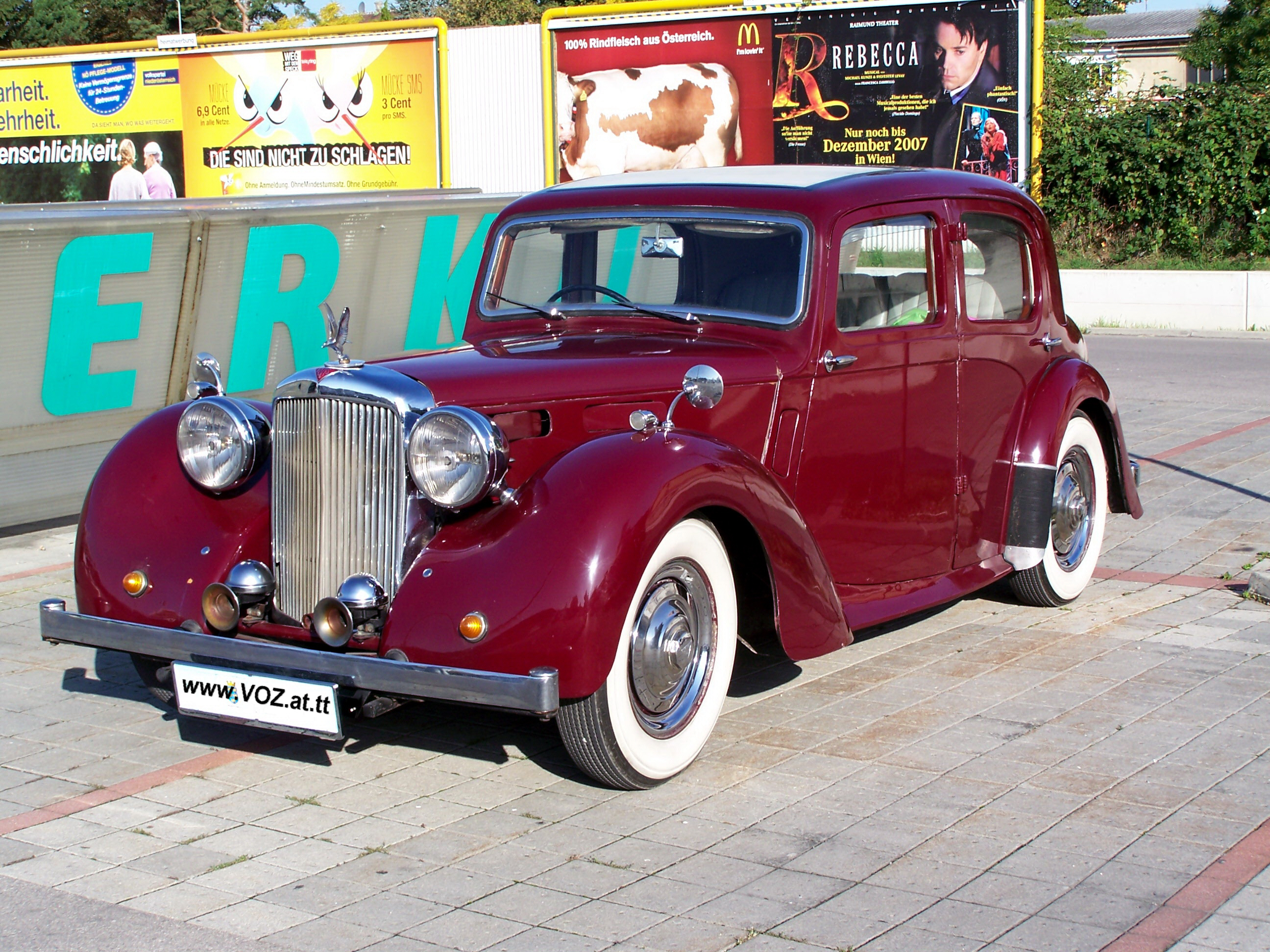
Alvis TA14

Alvis TA14 byl automobil střední třídy, který v letech 1946 až 1950 vyráběla britská automobilka Alvis. Vůz byl prakticky stejný jako předválečný model Speed 25. Jediný rozdíl byl v použitých kolech. Jeho nástupcem byl vůz Alvis TA21. 
Poháněl ho čtyřválcový motor o objemu 1892 cm³ a výkonu 48,5 kW. Maximální rychlost je 119 km/h. Karoserie byla k dispozici jako čtyřdveřová nebo dvoudveřová. Rozvor náprav byl 2743 mm. Automobil byl 4432 mm dlouhý a 1676 mm široký.